# Skellefteå
Skellefteå er hovedby i Skellefteå kommune i Västerbottens län, Västerbotten, Sverige. Europavej E4 passerer igennem Skellefteå ligesom den 410 km lange flod Skellefte elv. I de omkring liggende elve kan der fiskes bl.a. laks og ørred. Skellefteå er beliggende tæt på Lapland og den nordlige polarcirkel, klimaet er noget køligere end i Danmark. Vinterbadning, snescooting og isrally m.m. er aktiviteter der bl.a. tilbydes turister.
Forfatteren Stieg Larsson er født i bydelen Skelleftehamn.

## Historie
Arkæologer har fundet beviser på, at der har boet mennesker i området for 8000 år siden. Der menes at have ligget en by på stedet siden omkring år 1000, beboet af samer og muligvis delvis af finner. Den nuværende by blev grundlagt i 1845 af sognepræst Nils Nordlander.
Navnet Skellefteå blev i 1327 nedskrevet som Skelepht, men oprindelsen er ukendt.
I det 14. århundrede blev der gjort forsøg på at gøre Skellefteå kristen. Norrland blev gjort kristent flere hundrede år efter resten af Sverige, og nordligt beliggende byer som Skellefteå var stort set uudforskede. Årsagen til den pludselige interesse for området var laksefiskeri på grund af en øget efterspørgsel på fisk. Efterspørgslen skyldes, at den katolske kirke begyndte at håndhæve den månedlange faste mere strengt, hvorved kød blev erstattet af fisk.
Kirkebyen Bonnstan blev bygget imellem 1830 og 1840 og er en af de mest velbevarede af de oprindelige 70 svenske kirkebyer, Bonnstan er en af de 16 der stadig bebos. Da byerne blev grundlagt var der kirkepligt og folk kom rejsende langvejsfra for at deltage i gudstjenesterne.

## Nutiden
I det 20. århundrede udviklede Skellefteå sig til en industri- og mineby, og mange træhuse blev nedrevet og erstattet af murstensbygninger.
Kommunen som helhed oplevede et fald i indbyggere i 1990-tallet mest på grund af udflytning, men befolkningen har været nogenlunde konstant siden 1970.
Skellefteå er traditionelt en industriby, men siden 1990-tallet er småvirksomheder vokset frem bl.a. indenfor IT-branchen er der sket en stigning af IT-firmaer i byen.
Den største arbejdsgiver i Skellefteå er mineselskabet Boliden AB med omkring 1.200 ansatte. Vandværket Skellefteå Kraft og kraftværket er også store virksomheder.
Siden 1991 har Skellefteå haft en tredages musikfestival, Træstockfestivallen som afholdes årligt. Der er gratis adgang og ingen servering af alkoholiske drikke og der er derfor heller ingen aldersbegrænsning. I 2009 deltog ca. 30.000 personer i festivallen.
- Byvåben
- Bonnstan
- Skellefte elv 410 km
- Stackgrönnans bådmuseum
- Byskeelven er en elv på 215 km
- Træstockfestivallen i Skellefteå
- Det sjældne mineral Pollucit er fundet i nærheden af Skellefteå
- Polarcirklen